# Западногермански језици
Западногермански језици чине највећу од три гране германских језика (остале су сјеверногерманска и изумрли источногермански).
Три најзаступњенија западногерманска језика су енглески, њемачки и холандски. Породицу чине и остали високонемачки и нискофраначки језици, укључујући африканс (који је кћерка језик холандског), јидиш и луксембуршки (који су кћерка језици њемачког), затим франачки језици, као што су сјеверноморски германски језици поред енглеског, ту се убрајају фризијски, шкотски и нискоњемачки. Поред наведених, ту се убрајаја неколико креолских, патоа и пиџин језика, заснованих на холандском, енглеском и њемачком, с обзиром да су они били језици колонијалних империја.